# Pseudopimelodus mangurus
El manguruyú de las piedras o tape o bagre sapo (Pseudopimelodus mangurus) es una especie de peces de la familia Pseudopimelodidae en el orden de los Siluriformes. Es endémica de la cuenca del Plata.

## Morfología

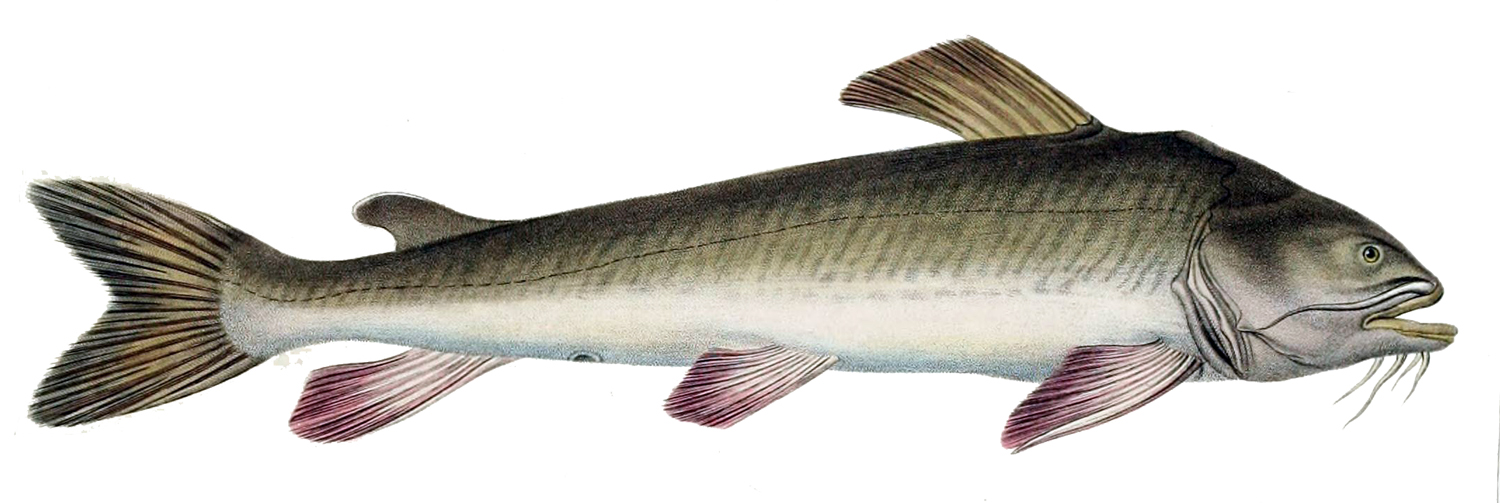
Pseudopimelodus mangurus.

Los machos pueden llegar alcanzar los 69 cm de longitud total y 6.700 g de peso.

## Alimentación
Es de dieta carnívora.

## Hábitat
Es un pez de agua dulce y de clima subtropical.

## Distribución geográfica
Se encuentran en Sudamérica: en la cuenca del Plata, con poblaciones en los ríos Paraná, Uruguay, Paraguay y Río de la Plata.